# Sadie Koninsky
Sarah „Sadie“ G. Koninsky (* August 1879 in Troy, New York; † 2. Januar 1952 ebenda) war eine amerikanische  Komponistin, Musikverlegerin und Musikpadägogin. Sie hat zahlreiche Walzer, Märsche, Cakewalks und Rags geschrieben, teilweise unter dem Pseudonym Jerome Hartman. Sie „war die erste weiße Frau, der es mit ihrem 1896 entstandenen Eli Green’s Cake Walk gelang, die Stimmung des afroamerikanischen Ragtime einzufangen.“

## Leben und Wirken
Koninsky, die mit ihren Geschwistern in Troy (New York) aufwuchs, erhielt als Kind Geigenunterricht. 1894 und 1895 wurden ihre ersten Kompositionen veröffentlicht, der Walzer The Belles of Andalusia und der Marsch The Minstrel King. 1896 verlegte Joseph W. Stern in New York City Eli Green’s Cake Walk (mit einem Text von Dave Reed); dieses Stück wurde sehr bekannt und war überhaupt der erste Cakewalk einer Komponistin.
Sie nahm Klavierunterricht bei Harriet Brower und wurde von Stern als Arrangeur eingestellt. 1899 gründete sie mit ihren Geschwistern den Musikverlag Edw. M. Koninsky & Brothers, der kurzfristig auch in Manhattan eine Filiale hatte und ihre Werke veröffentlichte, etwa Phoebe Thompson’s Cakewalk, aber auch Kompositionen von Arthur Trevelyan und Julius K. Johnson. Ein Teil der von Koninsky geschriebenen Märsche erschien unter dem männlichen Pseudonym Jerome Hartman.
Während der 1920er Jahre betrieb Koninsky den Verlag Goodwyn Music Publishers und war zunehmend daneben als Geigenlehrerin tätig.

## Werkverzeichnis (chronologisch)

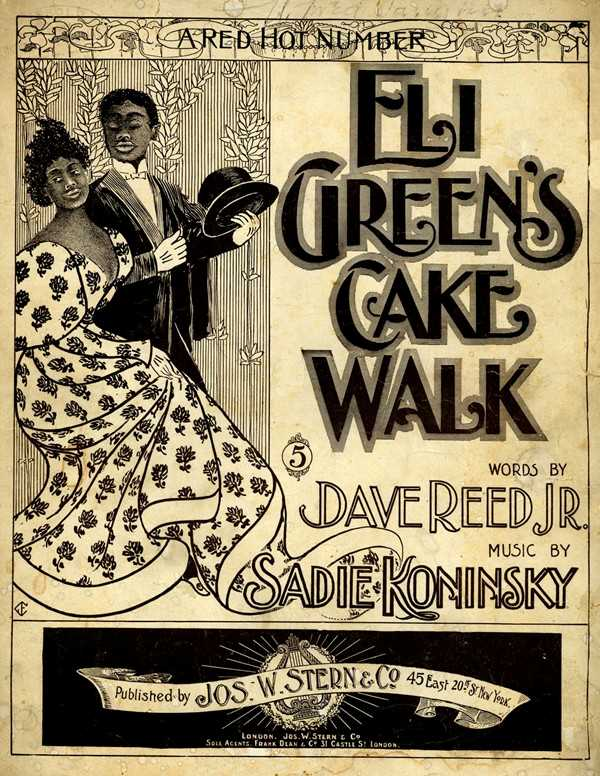
Eli Green’s Cake Walk (Notenausgabe 1896)

- Belles of Andalusia — Valse Espagnole (M. Witmark & Sons, New York City, 1894)
- The Minstrel King — March (Albany Music Publishing Company, Albany, New York, 1895)
- Eli Green's Cake Walk (Joseph W. Stern and Company, New York City, 1896)
- Where Love is King — Waltzes (Howley, Haviland and Company, New York City, 1898)
- I'll Be Your Friend Through All (M. Witmark and Sons, New York City, 1898)
- Boardin' House Johnson — Cake Walk (Joseph W. Stern, New York City, 1899)
- Phoebe Thompson's Cake Walk (Edward M. Koninsky and Brothers, New York City, 1899)
- When I Return We'll Be Wed (Edward M. Koninsky and Brothers, Troy, New York, 1899)
- Sing Me a Song of Other Days (Edward M. Koninsky and Brothers, Brooklyn, New York, 1900)
- You Alone — Ballad (Edward M. Koninsky and Brothers, New York City, 1900)
- Beneath the Starry Flag (als Jerome Hartman) (Edward M. Koninsky and Brothers, New York City, 1900)
- I Didn't Think You Cared to Have Me Back (Edward M. Koninsky and Brothers, New York City, 1900)
- The Grasshopper's Hop — A Bugtown Society Event (Edward M. Koninsky and Brothers, New York City, 1901)
- In a Japanese Tea House — Japanese Waltzes (mit M. N. Koninsky) (Edward M. Koninsky and Brothers, Troy, New York, 1901)
- When Mammy Puts Little Coons to Bed (Edward M. Koninsky and Brothers, Troy, New York, 1901 or 1902)
- I Wants a Man Who Ain't Afraid to Work (Edward M. Koninsky and Brothers, New York City, 1902)
- Cleopatra — An Egyptian Intermezzo (Shapiro, Bernstein and Company, New York City, 1902)
- Forever (Edward M. Koninsky, Troy, New York, 1902)
- The Return of the Troops (als Jerome Hartman) (Edward M. Koninsky and Brothers, Troy, New York, 1902)
- A Wigwam Courtship — Intermezzo (Edward M. Koninsky and Brothers, Troy, New York, 1903)
- I Am Lonely Here Without You, Nellie Dear (Edward M. Koninsky and Brothers, Troy, New York, 1903)
- When You Are Near (Edward M. Koninsky and Brothers, Troy, New York, 1903)
- If You Loved Me as I Love You (Koninsky Music Company, Troy, New York, 1903)
- On to Victory (als Jerome Hartman) (Edward M. Koninsky and Brothers, Troy, New York, 1903)
- Old Glory — March and Two Step (als Jerome Hartman) (Edward M. Koninsky and Brothers, Troy, New York, 1903)
- Maid of the Mist — Waltzes (Koninsky Music Company, Troy, New York, pre-1904 or 1908)
- June Roses — Waltzes (Koninsky Music Company, Troy, New York, 1905)
- ’Tis You (Koninsky Music Company, Troy, New York, 1905)
- ’Cause the Sandman's Comin Around (Koninsky Music Company, Troy, New York, 1905)
- In Lover's Lane — Waltzes (Koninsky Music Company, Troy, New York, 1906)
- Life in Camp — March (als Jerome Hartman) (Koninsky Music Company, Troy, New York, 1906)
- College Days — Waltzes (Koninsky Music Company, New York City, 1907)
- Love Tales — Waltzes (1909)
- Uncle Sam's Boys — March (als Jerome Hartman) (1909)
- Musical Moments (Opus 6) (1910)
  - Valsette
  - Melodie
  - Barcarolle
- La Cascade — Valse Caprice (1911)
- Heart of the Rose — Waltzes (Koninsky Music Company, New York City, 1911)
- The River of Dreams (Koninsky Music Company, Troy, New York, 1912)
- Joys of the Dance — Waltz (1914)
- If I Had All the World Besides I'd Still Want You! (mit J. Will Callahan) (Koninsky Music Company, Troy, New York, 1916)
- Mae Marsh — Waltzes (Koninsky Music Company, Troy, New York, 1917)
- In Yucatan — Novelty Fox Trot (Koninsky Music Company, Troy, New York, 1918)